# Nouvelle cathédrale de Ouagadougou
Ne doit pas être confondu avec Cathédrale de l'Immaculée-Conception de Ouagadougou.
La nouvelle cathédrale (ou complexe catholique) de Ouagadougou, capitale du Burkina Faso, sera la cathédrale de l'Archidiocèse de Ouagadougou. Elle remplacera la cathédrale de l'Immaculée-Conception, construite en 1934 et 1936 en style néo-roman.

## Projet
Le projet de la nouvelle cathédrale part du constat de l'insuffisance du bâtiment actuel face aux besoins de la population, la cathédrale de l'Immaculée-Conception étant bien trop petite pour accueillir tous les fidèles. La décision est prise en 2014 de construire un nouvel édifice au sud de l'agglomération de Ouagadougou.

### Financement
Le financement du complexe catholique repose uniquement sur les dons, avec une possibilité de contreparties via l'acquisition de concessions funéraires dans le futur cimetière ; entre 15 000 et 25 000 acquéreurs de concessions funéraires sont attendus,.

## Réalisation
L'achèvement prévu des travaux du complexe est prévu en 2021, pour une inauguration en août de cette année.

## Architecture
Le complexe catholique est prévu sur un terrain de dix-huit hectares environ. Sur cet espace sont prévus non seulement la cathédrale, mais également un mausolée, une vaste esplanade, un cimetière, une université catholique, et divers services liés.

### La cathédrale
La capacité prévue du nouvel édifice est de 10 000 places assises. La cathédrale sera composée de cinq éléments formant un tau, chacun rappelant la calebasse : une partie centrale surmonté d'une calebasse inversée, et trois calebasses périphériques.